# MF Global
MF Global (Pink Sheets : MFGLQ), autrefois connue sour le nom Man Financial, était un important courtier financier spécialisé dans les produits dérivés à l'échelle mondiale. Elle fournissait des produits transigés aux bourses de commerce, tels des contrats à terme et des options, tout comme des produits échangés de gré à gré tels que les contrats de différence et les produits échangés sur les forex. Elle était aussi un spécialiste en valeurs du Trésor des Treasury Notes américaines. 
MF Global était le bras de courtage de Man Group jusqu'en 2007, quand elle a décidé de séparer les opérations d'investissement et de courtage dans le but de d'augmenter la spécialisation dans ces deux secteurs d'activités. Une IPO fut lancée pour la partie courtage, qui fut renommée MF Global pour la distinguer des opérations investissements qui conserva le titre Man Group. MF Global était enregistrée aux Bermudes, mais son enregistrement et son siège social furent déplacés plus tard aux États-Unis.
En mars 2010, Jon Corzine devient président de MF Global. Sous sa direction, elle subit de sévères problèmes de liquidités dans ses placements européens, principalement dans les emprunts d'État, surtout italiennes et espagnoles. MF Global s'est prévalue du chapitre 11 de la loi sur les faillites des États-Unis le 31 octobre 2011, devenant ainsi la huitième plus importante faillite aux États-Unis en trente ans. MF Global entame le processus de liquidation de son unité de courtage dans la foulée. Elle est la première société américaine d'importance à être victime de la crise de la dette dans la zone euro,,. La société de courtage présentait ainsi en 2010 43 milliards de dollars d'actifs dans ses comptes alors qu'un 1,4 milliard, seulement, figurait en fonds propres dans ses résultats, d'où un effet de levier moyen de 30 dans ses opérations financières.